# Бекман, Жозе
Жозе Бекман (фр. José Beckmans; 4 января 1897, Льеж — 13 августа 1987, Виши) — бельгийский оперный певец (баритон).

## Биография
Дебютировал в 1916 г. в Вервье в партии Эскамильо («Кармен» Бизе), в этой же партии впервые выступил в 1925 г. в парижской Опера-Комик. Выступал в различных труппах Бельгии, Франции и Англии, имел в своём репертуаре около 300 партий. Особенно тесные отношения связывали Бекмана с Оперой Монте-Карло, где, в частности, он исполнял свои коронные вагнеровские партии — Курвеналя («Тристан и Изольда») и Вотана («Кольцо Нибелунга»). В межвоенные годы активно записывался (в частности, в 1930 г. записал партии Мефистофеля в «Фаусте» Шарля Гуно и Голо в «Пелеасе и Мелизанде» Клода Дебюсси). Среди других важных вех в творческой биографии Бекмана — «Святой Франциск Ассизский» Габриэля Пьерне (1936) и «Палестрина» Ганса Пфицнера (1942) в брюссельском Ла Монне, «Фиделио» Бетховена в 1940 г. в оккупированном немцами Париже.
В начале 1950-х гг. руководил собственной оперной труппой, затем ставил спектакли в Парижской опере (в частности, в 1956 г. возобновил на её сцене моцартовского «Дон Жуана», а в 1957 г. — «Саломею» Рихарда Штрауса). Под руководством Бекмана делал первые сценические шаги Габриэль Бакье.
Посмертно, в 1989 г., опубликована книга воспоминаний «Узник своего искусства» (фр. Prisonnier de son art).